# Eduard Zimmermann
Eduard „Ede“ Zimmermann (* 4. Februar 1929 in München; † 19. September 2009 ebenda) war ein deutscher Journalist und Fernsehmoderator. Mit der Fernsehsendung Aktenzeichen XY … ungelöst wurde er im deutschsprachigen Raum als „Verbrecherjäger“, Spitzname „Ganoven-Ede“ bekannt.

## Leben

### Jugend
Eduard Zimmermann wurde als uneheliches Kind im Münchner Klinikum Schwabing geboren und wuchs anfangs in der Siedlung Alte Heide auf. Seine Mutter war zum Zeitpunkt seiner Geburt 17 Jahre alt. Seine Kindheit war zunächst von vielen Umzügen innerhalb Deutschlands geprägt, da seine Mutter als Kellnerin oft den Arbeitsplatz wechselte. Kurz vor Ausbruch des Zweiten Weltkriegs zog er zu seinen Großeltern nach Ottobrunn. Nach Kriegsbeginn schickte ihn seine Großmutter zu seiner Mutter nach Magdeburg, wo diese inzwischen einen Hotelier geheiratet hatte. Als Zehnjähriger arbeitete Zimmermann im elterlichen Hotel mit. 1944 war er Mitglied der Flieger-HJ.

### Nachkriegszeit
Im Nachkriegsdeutschland schlug sich Zimmermann zunächst in Hamburg als Zeltarbeiter im Tierpark Hagenbeck und Garderobier von Willy Fritsch, später als Dieb und Schwarzmarkthändler durch und wurde festgenommen und in die JVA Fuhlsbüttel gebracht, aus der er schon tags darauf entlassen wurde. Mit gefälschtem Ausweis und Diplom fand Zimmermann schließlich Arbeit als Straßenbauingenieur in Schweden.
Über seine Vergangenheit als Straftäter äußerte sich Zimmermann später unter anderem in seiner Autobiografie Auch ich war ein Gauner im Jahr 2005. In einem Zeitungsinterview stellte er fest, die Zeit habe ihn hart gemacht: „Ich bin sozusagen der Beweis dafür, dass man von der schiefen Bahn wieder runterkommt, wenn man es will.“
Im Auftrag der Zeitung Dagens Nyheter ging Zimmermann 1949 für eine Recherche zurück nach Deutschland in die sowjetische Besatzungszone. Dort wurde er 1950 wegen Spionage angeklagt und zu 25 Jahren Zwangsarbeit verurteilt. Er musste vier Jahre der Strafe in der Justizvollzugsanstalt Bautzen absitzen und kam am 17. Januar 1954 frei, laut Presseberichten im Zuge einer Amnestie im Vorfeld der Berliner Außenministerkonferenz. Danach arbeitete Zimmermann als freier Journalist für verschiedene Hamburger Zeitungen sowie später als Redakteur beim NDR und ZDF.

### Öffentlich-rechtlicher Rundfunk
Zimmermann moderierte im ZDF von 1964 bis 1997 insgesamt 161 Sendungen der von ihm initiierten Reihe Vorsicht Falle! – Nepper, Schlepper, Bauernfänger. Vom 20. Oktober 1967 bis zum 24. Oktober 1997 moderierte er 300 Folgen der von ihm konzipierten Fernsehserie Aktenzeichen XY … ungelöst. Die Sendung wurde von der Firma Securitel produziert, die Zimmermann gegründet hatte. Wegen seiner Tätigkeit wurde Zimmermann zum „Ehrenkommissar“ ernannt und erhielt die Spitznamen „Verbrecherjäger“ und „Ganoven-Ede“.
Im Herbst 1997 zog er sich aus der Arbeit vor den Kameras zurück, arbeitete aber weiterhin eng mit der Redaktion von XY zusammen. Ferner betrieb Zimmermann in Zusammenarbeit mit dem ZDF ab 2001 das Sicherheitsportal e110 im Internet. Zur 350. Sendung von XY am 8. November 2002 kam Zimmermann zu Moderator Rudi Cerne ins Studio, um den Mordfall „Ursula Herrmann“ aus dem Jahr 1981 erneut vorzustellen. Seinen letzten Fernsehauftritt hatte Zimmermann in der 400. Sendung von XY am 10. Mai 2007 an der Seite der ehemaligen Leiter des Zürcher XY-Aufnahmestudios, Konrad Toenz, Werner Vetterli und Stephan Schifferer.  Zimmermann war zu diesem Zeitpunkt bereits gesundheitlich angeschlagen, wirkte geistesabwesend und antwortete zögerlich.

### Privatfernsehen
In den 1990er Jahren verantwortete Zimmermann als Gesamtleiter und Berater das SAT.1-Format K – Verbrechen im Fadenkreuz. Die Serie führte zu äußerst kritischen Kommentaren. Bemängelt wurde insbesondere, dass Zimmermann seine ehrenamtliche Tätigkeit beim Weißen Ring mit seinen kommerziellen Interessen als Journalist untrennbar vermenge. Ein weiterer Kritikpunkt war, dass das Format grundlegend auf dem Konzept des Reality-TV basiere und „das Thema Kriminalität in sensationslüsterner und voyeuristischer Weise“ aufbereite. In der ARD-Magazinsendung Kontraste wurde Zimmermann in diesem Zusammenhang vorgeworfen, er instrumentalisiere Verbrechensopfer für sein TV-Format. Dieser Vorwurf wurde vom Vorstand des Weißen Rings zurückgewiesen.

### Privates

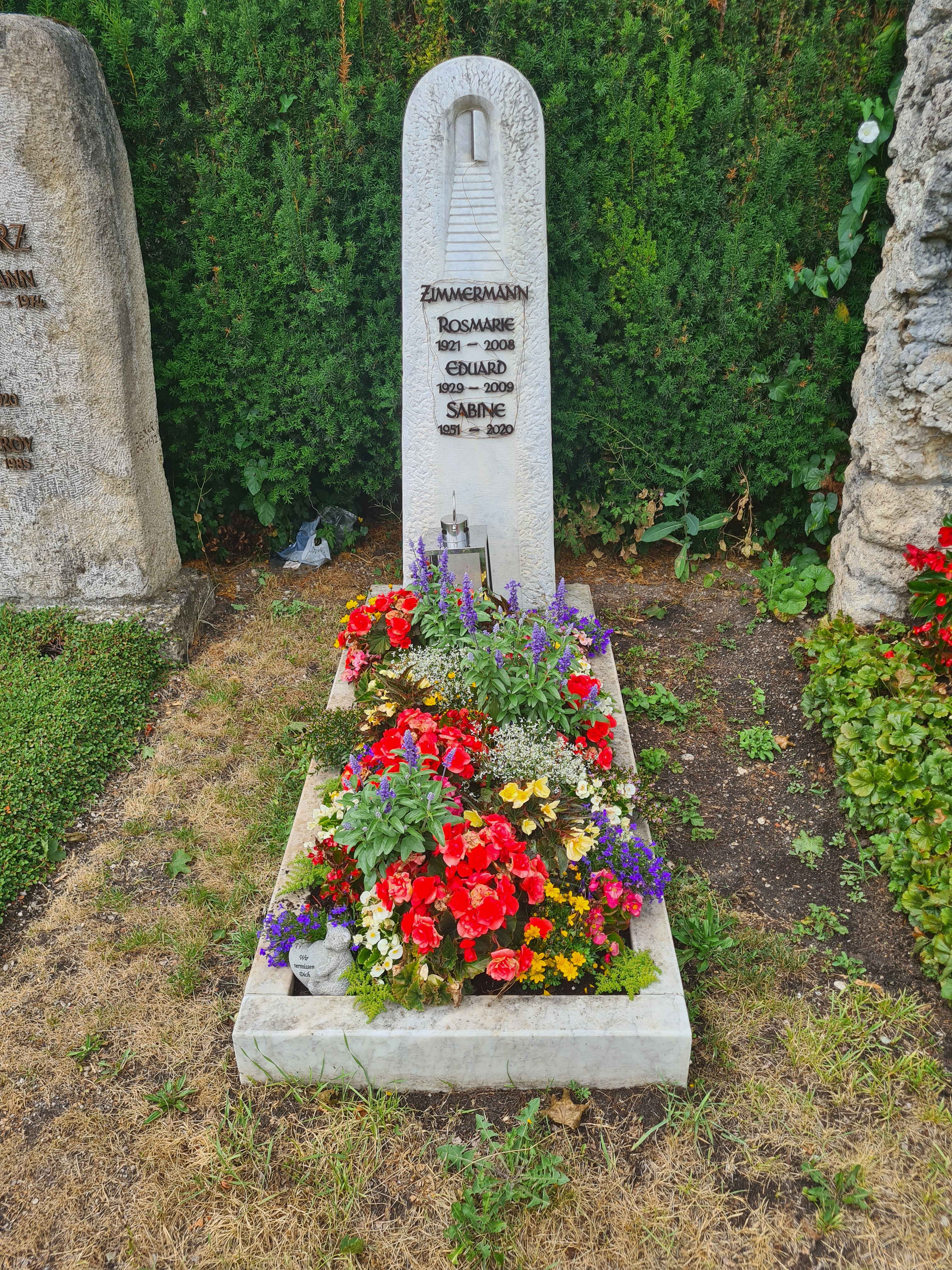
Familiengrab am Münchner Nordfriedhof

Zimmermann war ab 1960 mit Rosmarie Zimmermann (1921–2008) verheiratet, die die Töchter Heike und Sabine (1951–2020) in die Ehe brachte, die von Zimmermann adoptiert wurden. Ab 1997 lebte er mit seiner Ehefrau in Leukerbad im Schweizer Kanton Wallis. Nach dem Tod seiner Frau zog Zimmermann 2008 wieder nach München. Dort starb er, an Demenz erkrankt, am 19. September 2009 im Alter von 80 Jahren im Christophorus-Hospiz. Er wurde im Familiengrab auf dem Münchener Nordfriedhof beigesetzt, in dem auch seine Frau und seine Tochter Sabine ruhen.
Zimmermanns Adoptivtochter Sabine wirkte ab 1983 als Filmgeschäftsführerin bei der Produktion von Aktenzeichen XY mit und war von 1987 bis 2001 Co-Moderatorin der Sendung. Außerdem präsentierte sie zwischen 1997 und 2001 die Sendung Vorsicht Falle! Danach war sie bis 2011 als Produktionsleiterin von Aktenzeichen XY tätig.

### Weißer Ring
1976 zählte Zimmermann zu den Gründern des Opferhilfsvereins Weißer Ring und war bis 1994 dessen Vorsitzender. Er musste sich in früheren Jahren öfters gegen Vorwürfe wehren, die ihm öffentlich den unsensiblen Umgang mit Spendengeldern zu seinem persönlichen Vorteil unterstellten. 1994 legte er den Vorsitz nieder, nachdem in mehreren Medien die Inanspruchnahme des Weißen Rings für seine Produktionsfirma Securitel kritisiert wurde. Zimmermann bekleidete von 1994 bis 2000 das Amt des Ehrenvorsitzenden. Nachdem ihm „vereinsschädigendes Verhalten“ vorgeworfen worden war, kam es im Jahr 2000 zur Abwahl Zimmermanns aus dem Vorstand der Organisation.

## Dokumentarfilm
- Regina Schilling: Diese Sendung ist kein Spiel – Die unheimliche Welt des Eduard Zimmermann, 2023 für das ZDF.[23]

## Publikationen
- …der Ganoven Wunderland: Nepper, Schlepper, Bauernfänger. Erfahrungen und Erkenntnisse aus der Fernsehserie „Vorsicht Falle“. Schneekluth, Darmstadt 1966.
- Das unsichtbare Netz: Rapport für Freunde und Feinde. Südwest-Verlag, München 1969.
- Wie schützt man sich vor Verbrechen?. Verlag Das Beste, Stuttgart 1974 (nicht im Buchhandel).
- Gib dem Verbrechen keine Chance: Ein Leitfaden für mehr Sicherheit. Lübbe, Bergisch Gladbach 1989, ISBN 3-404-66167-2.
- Auch ich war ein Gauner: Aktenzeichen XY; in Zusammenarbeit mit Stephanie Villiger. Riva Verlag, München 2005, ISBN 3-936994-13-7.

## Auszeichnungen
- 1966: Goldene Kamera für die Moderation von Vorsicht Falle
- 1967: Adolf-Grimme-Preis
- 1977: Bundesverdienstkreuz am Bande anlässlich der 100. Sendung von XY
- 1982: Humanitärer Preis der deutschen Freimaurer
- 1986: Bundesverdienstkreuz 1. Klasse
- 1989: Bambi
- 1991: Bayerischer Verdienstorden
- 1998: Großes Bundesverdienstkreuz

## Trivia
- Die Hamburger Band Ede und die Zimmermänner hat sich nach Eduard Zimmermann benannt.